# Bagbetout
Bagbetout est un village du Cameroun situé dans le département du Haut-Nyong et la région de l'Est.
Il fait partie de la commune d’Angossas.

## Population
En 1966-1967, on y a dénombré 414 habitants.
Lors du recensement de 2005, Bagbetout comptait 104 habitants.

## Développement
Selon le Plan Communal de Développement d’Angossas (2012), afin d'accéder aux soins de qualité, la création d'une mutuelle de santé a été envisagée dans le secteur Anguéngué-Bagbetout.
L'affectation de deux enseignants qualifiés aurait mis en place pour améliorer l'enseignement local[évasif].
Une construction de trois puits / forages d’eau et un aménagement de trois sources d'eau ont été également planifiés dans le but de faciliter l'accès à l'eau potable.